# Fyr & Flamme
Fyr & Flamme (дат. Fyr og Flamme, произношение [ˈfyɐ̯ˀ ʌ ˈflɑmə]) — датский дуэт. Представили Данию на «Евровидении-2021» с песней «Øve os på hinanden», заняв одиннадцатое место во втором полуфинале конкурса.

## Карьера
Fyr & Flamme обрели широкую известность в 2020 году, выпустив свой дебютный сингл «Menneskeforbruger», который в сентябре 2020 года занимал первую строчку в чарте P3 Listen. В декабре дуэт выпустил свой второй сингл «Kamæleon». В марте 2021 года Fyr & Flamme стали победителями Melody Grand Prix 2021 с песней «Øve os på hinanden».

## Дискография

### Синглы
| Название             | Год  |
| -------------------- | ---- |
| «Menneskeforbruger»  | 2020 |
| «Kamæleon»           | 2020 |
| «Øve os på hinanden» | 2021 |